# Browar Ciechan
Browar Ciechan – browar i destylarnia w Ciechanowie. Zakład należy do spółki Browary Regionalne Jakubiak Sp. z o.o.

## Historia

### Początki browaru
Browar w Ciechanowie został założony w 1864 r. Przez pierwsze miesiące swojego istnienia należał do rodziny Wilichów. W latach 1864–1875 przeszedł na własność rodziny Żebrowskich, która następnie odsprzedała go warszawskiemu przemysłowcowi i piwowarowi szkockiego pochodzenia Karolowi Machlejdowi. Z czasem wspólnikiem Machlejda został Maurycy Blumenthal. Obaj współwłaściciele zbudowali nowoczesny zakład, który rozbudowywano do końca lat 90. XIX wieku. Nosił on wówczas nazwę Browar Gambrinus.

### Okres międzywojenny
W 1919 roku browar w Ciechanowie nie wszedł w skład Zjednoczonych Browarów Warszawskich Haberbusch i Schiele Spółka Akcyjna. Pozostał w rękach rodziny Machlejdów. W okresie międzywojennym oprócz piwa produkował: napoje gazowane, lemoniady, ocet, aromaty.
W okresie II wojny światowej browar został przejęty przez władze III Rzeszy i produkował piwo pod nazwą Brauerei Betriebs GmbH.

### Okres powojenny
Po zakończeniu działań wojennych browar został w Polsce Ludowej upaństwowiony i w 1948 roku podporządkowany Centralnemu Zarządowi Przemysłu Fermentacyjnego w Warszawie. Później podlegał kolejno: Zjednoczeniu Przemysłu Terenowego w Warszawie, Mazowieckiemu Zjednoczeniu Terenowego Przemysłu Rolno-Spożywczego, Zjednoczeniu Przemysłu Piwowarskiego w Warszawie. Od lat 70. XX wieku pod nazwą Zakład nr 3 należał do Warszawskich Zakładów Piwowarskich.

### Historia najnowsza
Po prywatyzacji Browarów Warszawskich w latach 90. XX wieku właścicielem browaru w Ciechanowie został austriacki koncern piwowarski Brau Union. W 2001 roku browar został zamknięty. W 2002 roku zakład kupiło przedsiębiorstwo Gambrynus Sp. z o.o., które wznowiło produkcję piwa jako Browar Gambrynus. W 2004 roku browar w Ciechanowie przyjął nazwę Browar Ciechanów, w 2007 roku zmienił ją na Browar Ciechan.
W latach 2007–2008 browar zaczął dynamicznie rozwijać sieć dystrybucji w Polsce i wprowadzać na rynek nowe marki piwa (Pszeniczne, Stout). W 2008 roku wyroby Browaru Ciechan zostały wpisane przez Ministerstwo Rolnictwa i Rozwoju Wsi na polską Listę Produktów Tradycyjnych.
W 2013 roku browar stał się częścią holdingu Browary Regionalne Jakubiak.

## Produkty
Jasny lager
- Ciechan Słodowe (dawniej Mocne)
- Ciechan Lagerowe
- Ciechan Nasz Jubilat
- Ciechan Wyborne

Napój izotoniczny
- Krzepiak

Piwo miodowe
- Ciechan Miodowe

Piwo pszeniczne
- Ciechan Pszeniczne

Porter bałtycki
- Ciechan Porter

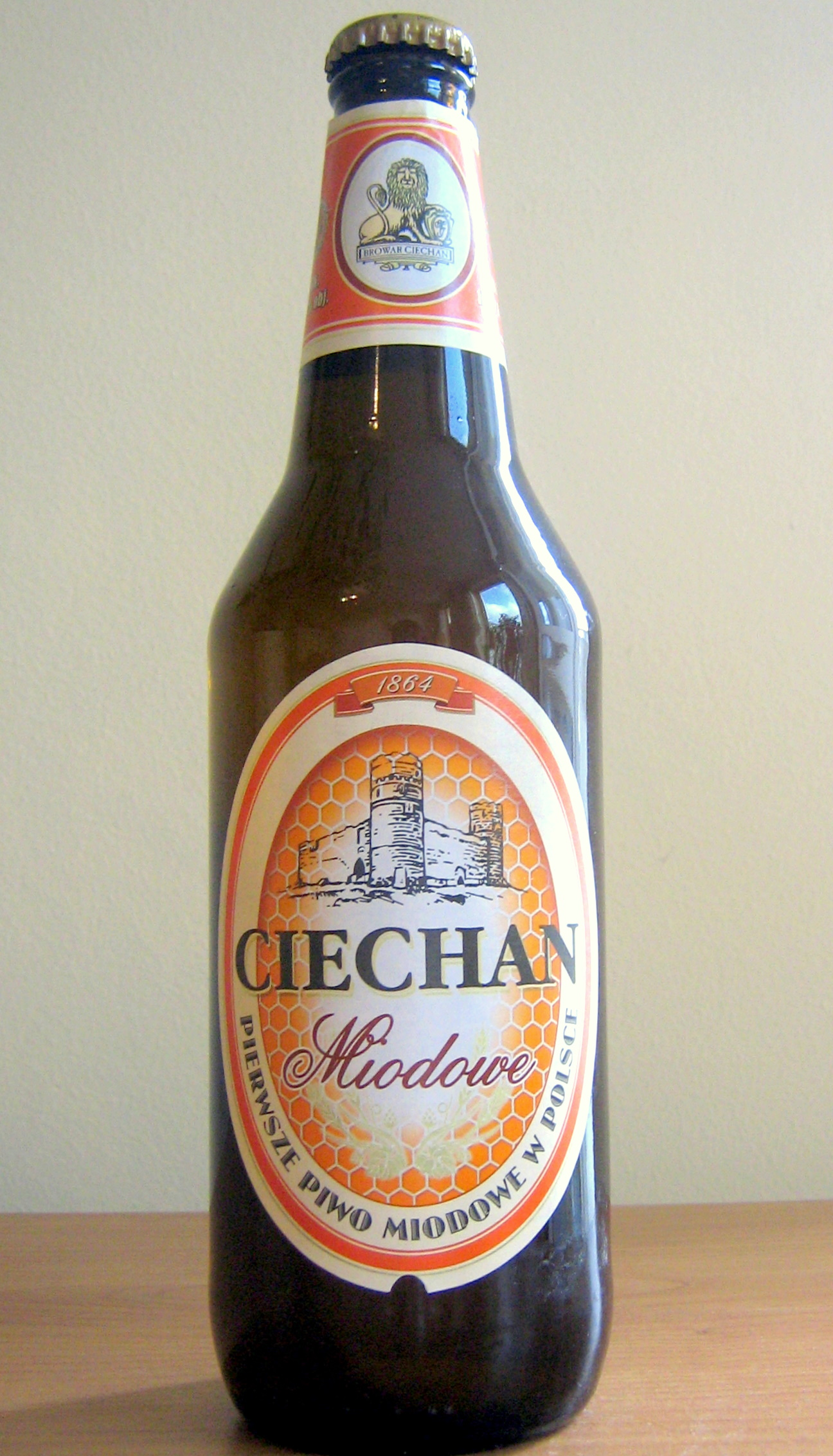
Miodowe

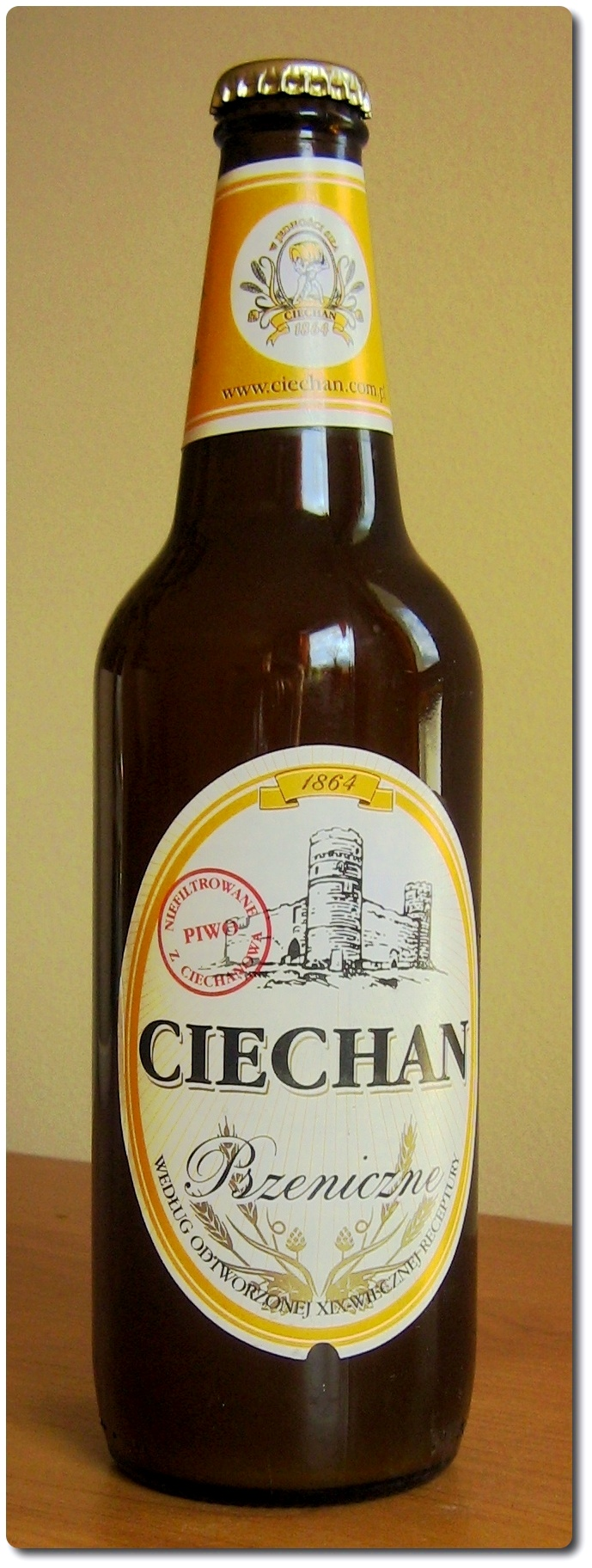
Pszeniczne

- Ciechan Porter ekstrakt 22% (limitowana edycja)

Ciemny lager
- Ciechan Maciejowe

## Nagrody i wyróżnienia
- 2006: Browar Roku 2005 według plebiscytu portalu Browar.biz
- 2007: Ciechan Wyborne Niepasteryzowane - I miejsce w kategorii piwa jasne dolnej fermentacji do 15 Blg w plebiscycie portalu Browar.biz na Piwo Roku i Browar Roku 2006
- 2007: Ciechan Miodowe - I miejsce w kategorii piwa aromatyzowane w plebiscycie portalu Browar.biz na Piwo Roku i Browar Roku 2006
- 2007: Ciechan Mocne Niepasteryzowane - II miejsce w kategorii piwa jasne dolnej fermentacji powyżej 15 Blg w plebiscycie portalu Browar.biz na Piwo Roku i Browar Roku 2006
- 2007: Ciechan Wyborne Niepasteryzowane - Piwo Roku 2006 portalu Browar.biz
- 2007: Browar Roku 2006 w plebiscycie portalu Browar.biz
- 2008: Browar Roku 2007 w plebiscycie portalu Browar.biz
- 2008: Ciechan Miodowe - I miejsce w kategorii piwa aromatyzowane w plebiscycie portalu Browar.biz na Piwo Roku i Browar Roku 2007
- 2008: Ciechan Wyborne Niepasteryzowane - Piwo Roku 2007 w plebiscycie portalu Browar.biz
- 2009: Ciechan Miodowe - Laur Województwa Mazowieckiego 2008
- 2009: Ciechan Wyborne Niepasteryzowane - I miejsce w kategorii piwa jasne dolnej fermentacji do 13 Blg w plebiscycie portalu Browar.biz na Piwo Roku 2008
- 2009: Ciechan Stout - I miejsce w kategorii piwa ciemne górnej fermentacji w plebiscycie portalu Browar.biz na Piwo Roku 2008
- 2009: Ciechan Miodowe - I miejsce w kategorii piwa aromatyzowane w plebiscycie portalu Browar.biz na Piwo Roku 2008
- 2009: Ciechan Pszeniczne - II miejsce w kategorii piwa pszeniczne w plebiscycie portalu Browar.biz na Piwo Roku 2008
- 2009: Ciechan Mocne Niepasteryzowane - III miejsce w kategorii piwa jasne mocne dolnej fermentacji powyżej 13 Blg w plebiscycie portalu Browar.biz na Piwo Roku 2008
- 2010: Piwo Roku 2009 dla Ciechana Miodowego według Bractwa Piwnego